# Hiromitsu Nakauchi
Hiromitsu Nakauchi (japanisch 中内 啓光 Nakauchi Hiromitsu; geb. 1952) ist ein japanischer Arzt und Medizinwissenschaftler, der auf Stammzellenforschung spezialisiert ist. Er ist Professor an der Stanford University School of Medicine in Stanford, Kalifornien. Er ist ebenfalls Professor am Institut für Medizinwissenschaft der Universität Tokio. Er ist bekannt als Spitzenforscher in der Regenerativen Medizin. Sein Ziel ist es, menschliche Organe im Körper von Tieren für die Transplantationsbehandlung herzustellen.